# منظمة الشئون الإدارية والتوظيف الإيرانية
تم إحياء منظمة الشؤون الإدارية والتوظيف الإيرانية (أراو)  أو وزارة الخارجية لشؤون الإدارة والتوظيف  في 2 أغسطس 2016 بناءً على أمر من الرئيس الإيراني السابق حسن روحاني . 
ويرأس المنظمة حاليا ميسم لطيفي .